# Reka (miasto Kraljevo)
Reka (cyr. Река) – wieś w Serbii, w okręgu raskim, w mieście Kraljevo. W 2011 roku liczyła 153 mieszkańców.